# Arcteonais
Arcteonais är ett släkte av ringmaskar. Enligt Catalogue of Life ingår Arcteonais i familjen glattmaskar, men enligt Dyntaxa är tillhörigheten istället familjen Naididae.
Kladogram enligt Catalogue of Life och Dyntaxa:
| Arcteonais | \| \| Arcteonais inconstans \| \| \| \| \| \| Arcteonais lomondi \| \| \| \| |
|            | \| \| Arcteonais inconstans \| \| \| \| \| \| Arcteonais lomondi \| \| \| \| |
|            | Arcteonais inconstans                                                        |
|            |                                                                              |
|            | Arcteonais lomondi                                                           |
|            |                                                                              |